# Party En California
Party En California é um extended play da boy band Menudo, lançado em 20 de outubro de 2023, pela gravadora Mistar Entertainment, LLC. A formação incluía os integrantes Alejandro, Andres, Ezra, Gabriel e Nicolas, que promoveram o EP em programas de televisão.  O lançamento foi celebrado com um evento no Hard Rock Cafe de Miami, onde anunciaram um show para 21 de julho. O primeiro single a ser lançado foi o de "Party En California", produzido por Saga WhiteBlack. Outro destaque foi "Brownie Sugar (Remix)", colaboração com Ely Blancarte, marcando uma mudança para um som mais urbano. Comercialmente, o trabalho obteve sucesso em paradas musicais das Filipinas e da África do Sul.

## Divulgação
Como forma de divulgação, o grupo se apresentou em programas de TV. Em 2 de julho de 2024, o grupo surpreendeu o público com uma aparição no programa America's Got Talent. Durante a apresentação, os cinco integrantes interpretaram sua canção original "Amnesia", mas foram interrompidos por Simon Cowell, que pediu outra música. Em resposta, o grupo apresentou "Feelin'", e garantiu uma vaga na fase seguinte do programa, recebendo elogios dos jurados e da plateia.
Para celebrar o lançamento, o quinteto realizou um evento especial no Hard Rock Cafe de Miami, onde anunciou seu próximo show no local, marcado para 21 de julho de 2024.

## Singles
A canção "Party En California", que foi lançada como single, apresenta uma sonoridade vibrante e dançante, e foi produzida por Saga WhiteBlack, renomado produtor vencedor de várias categorias de música latina no Billboard Music Awards e conhecido por seu trabalho com diversos artistas latinos, tais como a cantora colombiana Shakira. A canção atingiu a posição de número 67 na parada musical do iTunes da África do Sul.
"Brownie Sugar (Remix)" foi lançada como single e traz uma colaboração com a cantora e influenciadora mexicana Ely Blancarte, que expressou entusiasmo com a parceria. Segundo o grupo, a letra da música "fala sobre ver uma garota de quem gostamos há muito tempo e esperar o momento certo para falar com ela. Chamamos ela de nosso "Brownie Sugar" como um apelido carinhoso". O lançamento marcou uma guinada a um som mais urbano e maduro, comparado ao que o grupo vinha fazendo. Sobre o videoclipe, o grupo aformou em entrevista que ele foi gravado em uma casa com piscina e que terminaram por volta das duas horas da manhã. Apesar disso, a experiência, segundo Gabriel, foi gratificante, pois fizeram novos amigos. Pouco tempo depois, o grupo fez uma live com os fãs, para conversar sobre o clipe e ouvir suas opiniões, algo que vinham fazendo desde o início dessa formação.

## Desempenho comercial
O EP atingiu posições nas paradas musicais das Filipinas e da África do Sul.

## Lista de faixas
- Créditos adaptados do Spotify.[11]

| N.º | Título                                     | Compositor(es) | Duração |  |
| 1.  | "Party En California"                      | Cristhian Camilo Mena Moreno, Hector Ricardo Corrales, José Francisco Gabriel Dugarte Arguinzones, José Miguel Arcángel Dugarte Arguinzones | 3:02    |  |
| 2.  | "Amnesia"                                  | Jorge Franco, Orlando Vitto, Renzo Bravo | 3:31    |  |
| 3.  | "Feelin'"                                  | Andy Clay, Carlos Humberto Dominguez Kemzo, Luis Salazar, Yoel Henríquez                                                                    | 2:41    |  |
| 4.  | "Brownie Sugar"                            | Andrés Gómez Gonzales, Cristhian Camilo Mena Moreno, Cristian Serna, Mateo Mejia Galeano, Santiago Mejía                                    | 2:57    |  |
| 5.  | "Brownie Sugar - Remix" (Versão em inglês) | Andrés Gómez Gonzales, Cristhian Camilo Mena Moreno, Cristian Serna, Mateo Mejia Galeano, Santiago Mejía                                    | 3:16    |  |

## Tabelas

### Tabelas semanais
| Tabela musical (2024)             | Melhor posição |
| --------------------------------- | -------------- |
| Filipinas (iTunes Chart)          | 24             |
| África do Sul (Apple Music Chart) | 83             |